# 杨锦麟
杨锦麟（1953年9月—），笔名陈子帛。出生于中國福建廈門。先后担任报社编辑、主笔、杂志主编等职，长期从事时事评论的媒体工作，目前担任锦绣麒麟传媒（国际）有限公司创始人兼总监。其在凤凰卫视期间的品牌节目是《有报天天读》。同时杨锦麟也经常为新加坡《联合早报》撰寫文稿；后担任香港卫视副总裁兼执行台长。2013年2月16日以私人理由辞去在香港卫视所任之职务。後创建锦绣麒麟传媒（国际）有限公司，与腾讯合作开设“锦麟频道”，2013年3月1日起推出四档由杨锦麟主持的节目。